# Mortoniodendron hirsutum
Mortoniodendron hirsutum är en malvaväxtart som beskrevs av Standley. Mortoniodendron hirsutum ingår i släktet Mortoniodendron och familjen malvaväxter. Inga underarter finns listade i Catalogue of Life.